# Kathleen Harrison
Kathleen Harrison (* 23. Februar 1892 in Blackburn, England; † 7. Dezember 1995 in London, England) war eine britische Schauspielerin.

## Leben und Karriere
Kathleen Harrison wurde in der englischen Provinz Lancashire geboren, ihre Familie zog allerdings nach London, als sie fünf Jahre alt war. Sie gehörte 1903 zu den ersten 84 Schülern der neu gegründeten St Saviour's and St Olave's Church of England School im London Borough of Southwark. Harrison absolvierte ihr Schauspielstudium an der Royal Academy of Dramatic Art zwischen 1914 und 1915 und spielte dort unter anderem Eliza Dolittle in Pygmalion. Sie machte ihr Filmdebüt bereits 1915 im Stummfilm Our Boys (dies blieb bis 1931 ihr einziger Filmauftritt). Nach ihrer Heirat mit John Henry Black im Jahre 1916 lebte Harrison für einige Zeit in Argentinien sowie auf Madeira, ehe die Familie nach London zurückkehrte und Harrison dort 1926 ihr professionelles Schauspieldebüt im Pier Theatre in Eastbourne gab. In den folgenden Jahren spielte sie regelmäßig in klassischen britischen Theaterstücken, vor allem am Broadway. Sie hatte unter anderem einen Auftritt im Kriminalstück Night Must Fall, in dessen gleichnamiger US-Verfilmung spielte sie ebenfalls. Es war einer von Harrisons wenigen Hollywood-Filmen, ansonsten spielte sie meist in britischen Produktionen.
Seit Anfang 1930er-Jahren war Harrison zwar regelmäßig im Filmgeschäft tätig, doch meist blieben ihre Rollen klein. Ihren großen Durchbruch erreichte sie erst Ende der 1940er-Jahre als Mutter Huggett neben Jack Warner in vier leichten, aber damals populären Komödien über die englische Durchschnittsfamilie Huggett. Fortan bekam sie größere Rollen in Filmen wie So ist das Leben und wurde zu einer der „größten Charakterdarstellerinnen des britischen Films der 1940er und 1950er-Jahre“. Besonders häufig spielte sie in Dickens-Verfilmungen, etwa als zänkische Ehefrau eines Bestatters in Oliver Twist (1948), als Scrooges wehrhafte Haushälterin in Eine Weihnachtsgeschichte (1951) sowie als "alte Jungfer" Rachel Wardle in Mr. Pickwick (1952). Meistens war Harrison dabei in leicht komischen, aber warmherzigen Rollen als Mutter, Ehefrau oder Bedienstete zu sehen. Zwischen 1966 und 1967 hatte sie ihre eigene Fernsehserie Mrs Thursday, wo sie als einfache Putzfrau zehn Millionen Pfund erbt.
Nach über 100 Film- und Fernsehauftritten zog Harrison sich 1979 aus dem Schauspielgeschäft zurück. Von 1916 bis zu seinem Tod 1960 war sie mit John Henry Black verheiratet, sie hatten drei Kinder. Kathleen Harrison starb 1995 im hohen Alter von 103 Jahren.

## Filmografie (Auswahl)
- 1915: Our Boys
- 1931: Hobson's Choice
- 1933: The Ghoul
- 1936: Broken Blossoms
- 1937: Night Must Fall
- 1940: Gaslicht (Gaslight)
- 1940: Major Barbara
- 1941: A Letter from Home
- 1941: The Ghost Train
- 1942: In Which We Serve
- 1945: Waterloo Road
- 1945: Caesar und Cleopatra (Caesar and Cleopatra)
- 1946: I See a Dark Stranger
- 1947: Viel Vergnügen (Holiday Camp)
- 1948: Oliver Twist
- 1948: Der Fall Winslow (The Winslow Boy)
- 1950: So ist das Leben (Trio)
- 1951: Eine Weihnachtsgeschichte (Scrooge)
- 1951: Der wunderbare Flimmerkasten (The Magic Box)
- 1952: Mr. Pickwick (The Pickwick Papers)
- 1955: Dämon der Frauen (Cast A Dark Shadow)
- 1958: Da hast du nochmal Schwein gehabt (The Big Money)
- 1959: Munter und lebendig (Alive and Kicking)
- 1961: Das Schlitzohr (On the Fiddle)
- 1962: O Darling – was für ein Verkehr (The Fast Lady)
- 1966–1967: Mrs Thursday (Fernsehserie, 38 Folgen)
- 1976: Our Mutual Friend (Fernsehserie, 4 Folgen)
- 1979: James Jr. schlägt zu (The London Connection)